# Tu canción
A Tu canción (magyarul: A dalod) című dal Spanyolországot képviselte a 2018-as Eurovíziós Dalfesztiválon, Lisszabonban. A dalt a spanyol Alfred és Amaia adta elő spanyolul.
A dal egy lassú tempójú, szerelmes ballada, amelyben az énekesek az egymás iránt táplált mély érzelmekről énekelnek.

## Eurovíziós Dalfesztivál
2017. december 4-én jelentette be a TVE, hogy az Operación Triunfo reality-tehetségkutató műsorban választják ki az ország következő eurovíziós indulóját. A duó a 2018. január 29-én tartott Gala Eurovisión című adásban győzött, ahol az összes szavazat 43%-át szerezték meg.
Mivel Spanyolország tagja az automatikusan döntős "Öt Nagy" országnak, az Eurovíziós Dalfesztiválon a dal csak a május 12-i döntőben versenyzett, viszont az első elődöntő május 7-én rendezett zsűris főpróbáján is előadták. A döntőben a fellépési sorrendben másodikként léptek fel, az Ukrajnát képviselő Mélovin Under the Ladder című dala után és a Szlovéniát képviselő Lea Sirk Hvala, ne! című dala előtt. A pontozás során a zsűri szavazáson összesítésben a tizennyolcadik helyen végeztek 43 ponttal, míg a nézői szavazáson a huszonnegyedik helyen végeztek 18 ponttal (Portugáliától maximális pontot kaptak), így összesítésben 61 ponttal a verseny huszonharmadik helyezettjei lettek.
A következő spanyol induló Miki Núñez La venda című dala volt a 2019-es Eurovíziós Dalfesztiválon.

## Külső hivatkozások
- A dal előadása a spanyol nemzeti döntőben. YouTube-videó, Eurovision Song Contest, 2018. január 30.
- A dal videoklipje. YouTube-videó, Eurovision Song Contest, 2018. március 11.
- A dal előadása a dalfesztivál első elődöntőjének főpróbáján. YouTube-videó, Eurovision Song Contest, 2018. május 8.
- A dal előadása a dalfesztivál döntőjében. YouTube-videó, Eurovision Song Contest, 2018. május 12.